# George Montgomery
George Montgomery (Brady, Montana, 29 augustus 1916 – Rancho Mirage, Californië, 12 december 2000) was een Amerikaanse acteur die in de loop van zijn zestigjarige carrière in meer dan tachtig films meespeelde.
In 1947 speelde Montgomery detective Philip Marlowe in The Brasher Doubloon (uitgebracht in het Verenigd Koninkrijk als The High Window). Hij verscheen daarna in voornamelijk lowbudget-westerns en oorlogsfilms, en hij speelde twee jaar (1958-1959) in de tv-serie Cimarron City. 

## Filmografie (selectie)
- 1939: Man of Conquest; regie: George Nichols Jr.
- 1940: Star Dust; regie: Walter Lang
- 1940: Young People; regie: Allan Dwan
- 1942: Orchestra Wives; regie: Archie Mayo
- 1942: Roxie Hart; regie: William A. Wellman
- 1942: China Girl; regie: Henry Hathaway
- 1943: Coney Island; regie: Walter Lang
- 1947: The Brasher Doubloon; regie: John Brahm
- 1950: Dakota Lil; regie: Lesley Selander
- 1950: Davy Crockett, Indian Scout; regie: Lew Landers
- 1951: The Texas Rangers; regie: Phil Karlson
- 1952: The Pathfinder; regie: Sidney Salkow
- 1954: The Lone Gun; regie: Ray Nazarro
- 1957: Black Patch; regie: Allen H. Miner
- 1957: Last of the Badmen; regie: Paul Landres
- 1959: Watusi; regie: Kurt Neumann
- 1961: The Steel Claw: eigen regiedebuut
- 1965: Battle of the Bulge; regie: Ken Annakin

- Biblioteca Nacional de España: XX1444209
- Bibliothèque nationale de France: cb14036255m (data)
- Gemeinsame Normdatei: 1075337100
- International Standard Name Identifier: 0000 0000 5935 2976
- Library of Congress Control Number: n82054429
- Nationale Bibliotheek van Israël: 987007434205805171
- Nederlandse Thesaurus van Auteursnamen: 167964410
- Istituto Centrale per il Catalogo Unico: RAVV094446
- SNAC: w6jd8sdv
- Système universitaire de documentation: 161706452
- Virtual International Authority File: 22342319
- WorldCat: E39PCjtrxdkMcXwFp99jbpTMWC